# Svenska downföreningen
Svenska downföreningen (SvDf) är en intresseorganisation för personer med Downs syndrom, deras anhöriga och andra intresserade. De arbetar för att personer med Downs syndrom ska betraktas som jämlika med de utan Downs syndrom, genom full delaktighet och självbestämmande utifrån individuell funktionalitet och förutsättningar. SvDf anser att självrepresentation är viktigt varför det till förbundsstyrelsen finns ett utskott som består av tre vuxna personer med Downs syndrom.
SvDf samarbetar och samverkar med bland annat Funktionsrätt Sverige, Riksförbundet FUB, Svenskt nätverk för information kring fosterdiagnostik (Snif) med flera.